# Ferdinando Iº re di Napoli
Ferdinando I Re di Napoli è un film del 1959 diretto da Gianni Franciolini.
Il film costituisce allo stesso tempo l'ultimo lavoro del regista, morto pochi mesi dopo la realizzazione, e anche l'ultima apparizione cinematografica di Titina De Filippo.

## Trama
Nel 1806, a Napoli, Pulcinella, la maschera popolare napoletana, con la scusa di recitare tra il popolo, sbeffeggia il re Ferdinando. Il sovrano, infatti, conduce una vita noiosa. È circondato dalla moglie Maria Carolina che lo tormenta, dal figlio Francesco che fa i capricci, dal finto monsignor Caputo che gli promette che lo farà canonizzare, dal primo ministro Tarantella che porta iella e dal cocchiere Mimì che vuole spingerlo a fare del "buon governo". Ma Ferdinando è malvoluto dal suo popolo e per abbattere la noia si traveste da popolano e, con il falso nome di Don Ferdinando Palermo, va in giro per i vicoli di Napoli ad ubriacarsi, giocare d'azzardo e a frequentare case di tolleranza. Un giorno, però, arrivano in città due giornalisti inglesi, un uomo e una donna,  per fare un articolo sul Regno di Napoli.
Il re Ferdinando, per fare buona figura, fa regalare a tutti i popolani delle mezze zita perché lo applaudano. Ma, mentre passa con la carrozza per andare all'inaugurazione di una sua statua equestre al porto, dei guappi sganciano i cavalli e trascinano il carro con le loro mani, inneggiando al re. Ma, appena la statua è scoperta, compare una scritta contro il sovrano composta da Pulcinella. Egli continua a essere contro Ferdinando e appende per le strade un messaggio che dice che il re ha concesso la Costituzione, cosa ovviamente non vera. Il re Ferdinando, travestito da popolano e sempre sotto falso nome, s'innamora di Nannina, la procace figlia di Pulcinella che, però, è fidanzata con Gennarino, patriota che scrive le canzoni satiriche per il padre. Nannina finge di amare Ferdinando, non sapendo che è il re, provocando le gelosie di Gennarino. A Napoli, gira una canzone contro il sovrano che fa imbestialire Ferdinando. Egli incarica il ministro Tarantella di cercare chi ha scritto il motivo oppure lo farà impiccare. La giornalista inglese scopre che il re si traveste da popolano e prepara un articolo chiamandolo "Re Lazzarone". Gennarino scrive una lettera ai patrioti romani con il nome di chi ha messo in giro la canzone - Pulcinella - che finisce per caso nelle tasche di Don Ferdinando Palermo.
Re Ferdinando una sera va con i suoi soldati al teatro per arrestare Pulcinella: Nannina e Gennarino, presenti all'arrivo del sovrano, scoprono con sorpresa che quel popolano era in realtà il re del Regno delle Due Sicilie. Ma un ex carcerato porta la notizia che Napoleone Bonaparte ha nuovamente invaso il Regno e che la famiglia reale è già scappata dalla reggia. Allora Ferdinando fugge da Napoli, insieme al cocchiere Mimì, a bordo della sua carrozza mentre Pulcinella, Nannina, Gennarino e tutto il popolo festeggiano la fuga del Re Lazzarone.

## Produzione
Il film è stato realizzato negli stabilimenti Titanus. Gli interni della Corte sono stati girati nella Reggia di Caserta.

## Curiosità
È da rilevare che il titolo del film non è storicamente corretto. Infatti fu Ferdinando I d'Aragona, Re di Napoli della Casa Trastámara, il primo sovrano di nome Ferdinando a regnare su Napoli e quindi il vero Ferdinando I, Re di Napoli, regnò dal 1458 al 1494. Nell'anno 1806, in cui è ambientato il film, il Regno di Napoli e il Regno di Sicilia costituivano ancora due corone formalmente separate anche se entrambe rette dallo stesso sovrano Ferdinando di Borbone. Per questo motivo, seguendo la diversa numerazione derivante dalle storie separate dei due regni, il sovrano aveva due distinti nomi: Ferdinando IV di Napoli e Ferdinando III di Sicilia. Solo nel 1816, dopo il Congresso di Vienna, il Regno di Napoli e il Regno di Sicilia furono formalmente soppressi e vennero uniti in un'unica entità statale, cui lo stesso re Ferdinando di Borbone diede il nome di Regno delle Due Sicilie. Contestualmente il re depose i due nomi separati assumendo il nome unificato di Ferdinando I re delle Due Sicilie. Quindi, il titolo storicamente corretto del film avrebbe dovuto essere piuttosto Ferdinando IV, re di Napoli, oltre all'errore nell'indicatore ordinale ° apposto al numero romano.